# Драпкина, Оксана Михайловна
Окса́на Миха́йловна Дра́пкина (род. 30 июня 1969 года, Душанбе, Таджикская ССР, СССР) — российский учёный-медик, терапевт, академик Российский академии наук (2022), заслуженный врач Российской Федерации (2020). Директор Национального медицинского исследовательского центра терапии и профилактической медицины, президент Российского общества профилактики неинфекционных заболеваний, член Общественной палаты РФ, член Высшей аттестационной комиссии при Минобрнауки России.

## Биография
Родилась 30 июня 1969 года.
В 1992 году окончила ММА имени И. М. Сеченова.
С 1992 года по 2015 год работала ММА имени И. М. Сеченова: с 1992 года по 1997 год — в отделении интенсивной терапии и реанимации клиники пропедевтики внутренних болезней, а 1997 по 2015 годы — на кафедре пропедевтики внутренних болезней, где прошла путь от ассистента кафедры до профессора.
В 1999 году защитила кандидатскую диссертацию.
В 2003 году защитила докторскую диссертацию, тема: «Особенности синтеза оксида азота и белков теплового шока у больных острым инфарктом миокарда и постинфарктным кардиосклерозом».
С 2015 года по настоящее время работает в Национальный медицинский исследовательский центр профилактической медицины: первый заместитель директора по научной и лечебной работе (2015—2017), директор НМИЦ ПМ (с 2017 года).
В 2016 году избрана членом-корреспондентом РАН.
В 2017 году назначена на должность главного внештатного специалиста-терапевта Минздрава России.
В 2020 году вошла в состав Общественной палаты РФ (по президентскому списку).
В 2022 году избрана академиком РАН.
Автор более 650 работ в отечественных и зарубежных журналах, 5 монографий, 7 учебников.
Под её научным руководством защищено 16 кандидатских и 1 докторская диссертация.

## Награды
- Орден Пирогова (2022)[5]
- Заслуженный врач Российской Федерации (2020)
- Премия Правительства Российской Федерации в области образования 2013 года (12 ноября 2013) — за цикл трудов "Учебно-методическое обеспечение непрерывного образовательного процесса по подготовке медицинских кадров по специальности "Паразитология"
- Благодарность Президента Российской Федерации (2025)[6]
- Почётная грамота Министра здравоохранения РФ «За заслуги в области здравоохранения и многолетний добросовестный труд» (2013)
- Почётная грамота Российской академии наук (14 июня 2024) — за плодотворный труд, значительный вклад в развитие медицинской науки в области внутренних болезней, успешную научно-организационную деятельность, подготовку научных кадров высшей квалификации и в связи с юбилеем